# مکس پین (فیلم)
مکس پین (به انگلیسی: Max Payne) نام یک فیلم اکشن ساخته شده بر پایهٔ بازی‌ای ویدئویی به همین نام است. فیلم را جان مور کارگردانی کرده و مارک والبرگ نقش اصلی را بازی می‌کند. این فیلم در ۱۷ اکتبر ۲۰۰۸ منتشر شد. این فیلم از سوی منتقدان و طرفداران بازی ویدئویی طرد شد.